# WWE Bash in Berlin
WWE Bash in Berlin est un Premium Live Event de catch (lutte professionnelle) produit par la World Wrestling Entertainment (WWE), une fédération de catch américaine qui est télédiffusée et visible en paiement à la séance sur le WWE Network. L'événement a eu lieu le 31 août 2024 au Uber Arena à Berlin, en Allemagne. Il s'agit de sa première édition.
C'est la sixième fois que la compagnie organise un PLE en Europe, après SummerSlam en Angleterre, Clash at the Castle au Pays de Galles, Money in the Bank à nouveau en Angleterre, Backlash en France et Clash at the Castle en Écosse.

## Contexte
Les spectacles de la World Wrestling Entertainment (WWE) sont constitués de matchs aux résultats prédéterminés par les scénaristes de la WWE. Ces rencontres sont justifiées par des storylines – une rivalité avec un catcheur, la plupart du temps – ou par des qualifications survenues dans les shows de la WWE telles que Raw et SmackDown. Tous les catcheurs possèdent une gimmick, c'est-à-dire qu'ils incarnent un personnage gentil (Face) ou méchant (Heel), qui évolue au fil des rencontres. Un événement comme Bash in Berlin est donc un événement tournant pour les différentes storylines en cours,.

### Gunther (c) contre Randy Orton
Le 3 août à SummerSlam, Gunther devient le nouveau champion du monde poids-lourds en battant Damian Priest, avec l'aide d'une intervention extérieure de Finn Bálor, remporte le titre pour la première fois de sa carrière, son troisième titre personnel et son second titre personnel dans le roster principal. Deux soirs plus tard à Raw, Randy Orton le défie dans un match pour la ceinture au PLE et lui rappelle que sa victoire est due au fait qu'à King & Queen of the Ring, il l'a battu de manière controversée, car The Viper avait une épaule levée lors du tombé. Le catcheur autrichien accepte de relever le défi et d'accorder une revanche à l'ancien 14 fois champion du monde pour sa ceinture.

### Cody Rhodes (c) contre Kevin Owens
Le 3 août à SummerSlam, Cody Rhodes, le champion incontesté, conserve son titre en battant Solo Sikoa dans un Bloodline Rules match, aidé par les interventions extérieures de Kevin Owens, Randy Orton et Roman Reigns en sa faveur. Six soirs plus tard à SmackDown, afin de remercier le catcheur canadien pour tous les sacrifices qu'il a faits pour lui, il veut donner à ce dernier un match de titre au PLE. Kevin Owens refuse, car il estime ne pas mériter un match pour la ceinture, mais Nick Aldis, le GM du show bleu, prend la décision d'officialiser le match entre les deux catcheurs pour la ceinture au PLE.

### The Terror Twins contre The Judgment Day
Le 3 août à SummerSlam, Rhea Ripley ne remporte pas le titre mondial féminin, battue par Liv Morgan qui a été aidée par une intervention extérieure de "Dirty" Dominik Mysterio. Après le combat, la double championne du monde commence officiellement une storyline amoureuse avec le jeune catcheur. Plus tard dans la soirée, Damian Priest, le champion du monde poids-lourds, ne conserve pas sa ceinture, battu par Gunther qui a été aidé par une intervention extérieure de Finn Bálor, ce qui met fin à un règne de 118 jours. Deux soirs plus tard à Raw, le catcheur portoricain et la catcheuse australienne sont évincés du Judgment Day pour être officiellement remplacés par Carlito et la seconde. La semaine suivante à Raw, Adam Pearce, le GM du show rouge, officialise le Mixed Tag Team match entre le couple du clan et celui des exclus au PLE.

### CM Punk contre Drew McIntyre
Le 3 août à SummerSlam, Drew McIntyre bat CM Punk dans un match simple, où Seth "Freakin" Rollins est l'arbitre spécial. Seize soirs plus tard à Raw, le second catcheur défie le premier dans un Strap match pour une revanche, ce que ce dernier accepte.

### The Unholy Union (c) contre Jade Cargill et Bianca Belair
Le 15 juin à Clash at the Castle, Alba Fyre et Isla Dawn deviennent les nouvelles championnes par équipes en battant Jade Cargill et Bianca Belair, ainsi que Shayna Baszler et Zoey Stark dans un Triple Threat Tag Team match, remportent les titres pour la première fois de leurs carrières et leurs seconds titres par équipes.
Le 23 août à SmackDown, après des semaines de conflit entre les deux équipes de catcheuses, Nick Aldis, le GM du show bleu, officialise le match revanche entre les actuelles championnes et les anciennes détentrices des ceintures au PLE.

## Tableau des matchs
| Ordre par numéros                                                                         | Résultat | Stipulation(s) | Temps |
| ----------------------------------------------------------------------------------------- | --- | --- | ----- |
| 1                                                                                         | Cody Rhodes (c) bat Kevin Owens                                                                                   | Match simple pour l'Undisputed WWE Championship | 23:15 |
| 2                                                                                         | Jade Cargill et Bianca Belair battent The Unholy Union (Alba Fyre et Isla Dawn) (c)                               | Tag Team match pour les WWE Women's Tag Team Championship                                                                                              | 12:00 |
| 3                                                                                         | CM Punk bat Drew McIntyre                                                                                         | Strap match | 19:15 |
| 4                                                                                         | The Terror Twins (Damian Priest et Rhea Ripley) battent The Judgment Day ("Dirty" Dominik Mysterio et Liv Morgan) | Mixed Tag Team match | 14:20 |
| 5                                                                                         | Gunther (c) bat Randy Orton par soumission                                                                        | Match simple pour le WWE World Heavyweight Championship Si Randy Orton remporte le championnat, il sera transféré à Raw et son adversaire à SmackDown. | 34:30 |
| La lettre C placée entre parenthèses désigne la personne ou l’équipe championne en titre. | | |       |